# The Sheepman
The Sheepman (estrenada en España como Furia en el valle y en Hispanoamérica como Pasto de sangre) es una película estadounidense del género wéstern de 1958, dirigida por George Marshall y protagonizada por Glenn Ford, Shirley MacLaine y Leslie Nielsen.

## Argumento
El jugador Jason Sweet (Ford) ha ganado un rebaño de ovejas durante una partida de póquer y decide transportarlas en tren hasta la región ganadera. Una vez allí tiene que enfrentarse con el matón de la zona, «Jumbo» McCall (Mickey Shaughnessy) y le propina una paliza. Sweet también se destaca por ser un experto pistolero.
Dell Payton (Shirley MacLaine) no sabe qué hacer con él, pero se sienten atraídos. Su pretendiente es el ganadero local, el «Coronel» Steven Bedford (Leslie Nielsen). Cuando Bedford se encuentra perdiendo su batalla por la dominación, a pesar de tener toda la ciudad detrás de él, trae un pistolero profesional, Chocktaw Neal (Pernell Roberts), pero Jason Sweet tiene pocos problemas para tratar con él. El enfrentamiento final se reduce a Bedford y Jason Sweet. Sweet es más rápido e inteligente y Bedford termina muerto. Sweet se queda con la chica, y luego, a su asombro, vende las ovejas. Sólo las mantenía porque se negó a ser presionado por nadie.

## Elenco
- Glenn Ford: Jason Sweet
- Shirley MacLaine: Dell Payton
- Leslie Nielsen: «Coronel» Stephen Bedford
- Edgar Buchanan: Milt Masters
- Pernell Roberts: Chocktaw Neal
- Slim Pickens: Marshal